# Ermita de San Bartolomé (Bergua)
La ermita de San Bartolomé es una ermita localizada en la localidad de Bergua, en el término municipal de Broto, Sobrarbe, provincia de Huesca, Aragón, España. Está situado en la pista al este de Bergua. 
Ha sido declarada Bien de Interés Cultural (BIC).

## Localización
Se trata de un edificio prerrománico de pequeñas dimensiones ubicado en la localidad pirenaica de Bergua, municipio de Broto, en la comarca de Sobrarbe, dentro de la zona conocida como Sobrepuerto, Huesca, Aragón. 
Situada en una zona altamente montañosa, dista 7 kilómetros de Fiscal, su población más cercana, 34 de l'Ainsa y 25 del parque nacional de Ordesa y Monte Perdido.
Desde en Bergua, se ha de tomar un corto camino al este de la pista que conduce a la ermita de San Bartolomé, declarada Bien de Interés Cultural (BIC).

## Historia
La datación está basada en la primera noticia documental que se tiene de la tenencia de Bergua (27 de octubre de 1035). Esta cronología se confirma por las semejanzas que mantiene con la iglesia de San Juan de Asprilla que debió ser levantadas en estos años.
Para Cabañero Subiza este edificio es una muestra de la llegada entre 1050 y 1070 de una serie de artistas que conocían soluciones arquitectónicas del norte de Italia, Suiza y el Rosellón francés correspondientes a fechas que van desde el arte carolingio al incipiente románico lombardo, contando entre ellas varios ejemplos de iglesias con cabecera tripartita. En este sentido cree que San Bartolomé de Bergua ha de entenderse como una versión popular de estos modelos hecha por artistas poco cualificados.
Otros autores apuntan una datación prerrománica de los siglos IX y X.
En los años 2008 y 2010 se adjudicaron las obras para su restauración.

## Descripción
Se trata de un edificio construido en sillarejo y mampostería. Posee planta cuadrangular y tiene una sola nave de dos cuerpos de diferente altura. Parte de los muros fueron rehechos con posterioridad aprovechando las piezas de piedra originales. 
Posee cabecera compuesta por tres ábsides planos, siendo el central de mayor tamaño. Los dos laterales están cegados, conectándose lateralmente por vanos de medio punto con el central. Es precisamente en ese tapiado de los ábsides laterales donde, junto con el ábside central, presenta una rica decoración pictórica. Existen el fondo de los ábsides laterales dos vanos abocinados, reflejo de su origen románico. Cubren los ábsides con bóveda de cañón mientras que la nave presenta una cubierta de madera, fruto de una reciente restauración.
La decoración pictórica, datada del siglo XVI, representa a San Bartolomé con un calvario encima del que sólo resta la figura de la Virgen (ábside central) y a san Sebastián y san Cristóbal (ábsides norte y sur respectivamente). 
El resto de la nave presenta un banco corrido de escasa altura y suelo pavimentado de losa. El ingreso se realiza a través de un vano adintelado abierto en el lado del Evangelio. La iluminación es bastante escasa, ya que sólo existen tres pequeños vanos con abocinamiento interior en el testero, uno por cada capilla, estando el central actualmente cegado al interior.